# Giải bóng đá hạng tư quốc gia Cộng hòa Síp 2010–11
Giải bóng đá hạng tư quốc gia Cộng hòa Síp 2010–11 là mùa giải thứ 26 của giải bóng đá hạng tư Cộng hòa Síp. Ormideia FC giành danh hiệu đầu tiên.

## Thể thức thi đấu
Có 14 đội tham gia Giải bóng đá hạng tư quốc gia Cộng hòa Síp 2010–11. Tất cả các đội đều thi đấu 2 trận, một trân sân nhà và một trận sân khách. Đội nhiều điểm nhất sẽ lên ngôi vô địch. Ba đội đầu bảng được lên chơi tại Giải bóng đá hạng ba quốc gia Cộng hòa Síp 2011–12 và ba đội cuối bảng xuống chơi ở các giải khu vực.

### Hệ thống điểm
Các đội bóng nhận 3 điểm cho một trận thắng, 1 điểm cho một trận hòa và 0 điểm cho một trận thua.

## Thay đổi so với mùa giải trước
Các đội thăng hạng Giải bóng đá hạng ba quốc gia Cộng hòa Síp 2010–11
- Enosis Neon Parekklisia
- Nikos & Sokratis Erimis
- Anagennisi Germasogeias

Các đội xuống hạng từ Giải bóng đá hạng ba quốc gia Cộng hòa Síp 2009–10
- THOI Lakatamia
- Kissos Kissonergas
- Achyronas Liopetriou

Các đội thăng hạng từ các giải khu vực
- POL/AE Maroni
- Dynamo Pervolion
- Finikas Ayias Marinas Chrysochous

Các đội xuống hạng các giải khu vực
- Orfeas Nicosia
- Ellinismos Akakiou
- Olympos Xylofagou
- AEK Kythreas

## Sân vận động và địa điểm
| Câu lạc bộ                         | Địa điểm                           |
| ---------------------------------- | ---------------------------------- |
| Anagennisi Trachoniou              | Trachoni Municipal Stadium         |
| ASPIS Pylas                        | Pyla Municipal Stadium             |
| Achyronas Liopetriou               | Liopetri Municipal Stadium         |
| Dynamo Pervolion                   | Pervolia Municipal Stadium         |
| Ethnikos Latsion FC                | Pervolia Municipal Stadium         |
| Enosis Kokkinotrimithia            | Kokkinotrimithia Municipal Stadium |
| THOI Lakatamia                     | EN THOI Stadium                    |
| Karmiotissa Pano Polemidion        | Pano Polemidia Municipal Stadium   |
| Kissos Kissonergas                 | Kissonerga Municipal Stadium       |
| Konstantios & Evripidis Trachoniou | Trachoni Municipal Stadium         |
| P.O. Xylotymvou                    | Xylotympou Municipal Stadium       |
| Ormideia FC                        | Ormideia Municipal Stadium         |
| POL/AE Maroni                      | Maroni Municipal Stadium           |
| Finikas Ayias Marinas              | Evripides Municipal Stadium        |

## Bảng xếp hạng
| Vị thứ | Đội                                | St. | T. | H. | B. | BT. | BB. | HS. | Đ. | Ghi chú                                                                | Thành tích đối đầu               |
| ------ | ---------------------------------- | --- | -- | -- | -- | --- | --- | --- | -- | ---------------------------------------------------------------------- | -------------------------------- |
| 1      | Ormideia FC                        | 26  | 17 | 7  | 2  | 52  | 24  | 28  | 58 | Vô địch-Thăng hạng Giải bóng đá hạng ba quốc gia Cộng hòa Síp 2011–12. |                                  |
| 2      | POL/AE Maroni                      | 26  | 17 | 5  | 4  | 52  | 27  | 25  | 56 | Thăng hạng Giải bóng đá hạng ba quốc gia Cộng hòa Síp 2011–12.         |                                  |
| 3      | Achyronas Liopetriou               | 26  | 12 | 9  | 5  | 35  | 21  | 14  | 45 | Thăng hạng Giải bóng đá hạng ba quốc gia Cộng hòa Síp 2011–12.         |                                  |
| 4      | Karmiotissa Pano Polemidion        | 26  | 13 | 5  | 8  | 49  | 36  | 13  | 44 |                                                                        |                                  |
| 5      | THOI Lakatamia                     | 26  | 12 | 4  | 10 | 41  | 39  | 2   | 40 |                                                                        |                                  |
| 6      | P.O. Xylotymvou                    | 26  | 10 | 8  | 8  | 42  | 37  | 5   | 38 |                                                                        |                                  |
| 7      | Kissos Kissonergas                 | 26  | 11 | 3  | 12 | 40  | 44  | -4  | 36 |                                                                        |                                  |
| 8      | Ethnikos Latsion FC                | 26  | 9  | 5  | 12 | 24  | 37  | -13 | 32 | Ethnikos 8p, 5-3 Dinamo 4p, 6-6 K & E 4p, 4-6                          |                                  |
| 9      | Dynamo Pervolion                   | 26  | 8  | 8  | 10 | 44  | 41  | 3   | 32 | Ethnikos 8p, 5-3 Dinamo 4p, 6-6 K & E 4p, 4-6                          |                                  |
| 10     | Konstantios & Evripidis Trachoniou | 26  | 9  | 5  | 12 | 35  | 35  | 0   | 32 | Ethnikos 8p, 5-3 Dinamo 4p, 6-6 K & E 4p, 4-6                          |                                  |
| 11     | Finikas Ayias Marinas Chrysochous  | 26  | 8  | 7  | 11 | 37  | 42  | -5  | 31 |                                                                        |                                  |
| 12     | Anagennisi Trachoniou              | 26  | 6  | 8  | 12 | 31  | 45  | -14 | 26 | Xuống hạng các giải khu vực.                                           | Anagennisi 3p, 4-2 ASPIS 3P, 2-4 |
| 13     | ASPIS Pylas                        | 26  | 7  | 5  | 14 | 25  | 41  | -16 | 26 | Xuống hạng các giải khu vực.                                           | Anagennisi 3p, 4-2 ASPIS 3P, 2-4 |
| 14     | Enosis Kokkinotrimithia            | 26  | 2  | 3  | 21 | 21  | 59  | -38 | 9  | Xuống hạng các giải khu vực.                                           |                                  |

Hệ thống điểm: Thắng=3 điểm, Hòa=1 điểm, Thua=0 điểm
Quy tắc xếp hạng: 1) Điểm; 2) Điểm thành tích đối đầu; 3) Hiệu số đối đầu; 4) Bàn thắng sân khách đối đầu; 5) Hiệu số; 6) Số bàn thắng

Nguồn: League standings at CFA

## Kết quả
| ↓Home / Away→   | ANG | ASP | ACR | DNM | THL | ETL | ENK | KRM | KSS | KET | POX | ORM | POL | FNK |
| --------------- | --- | --- | --- | --- | --- | --- | --- | --- | --- | --- | --- | --- | --- | --- |
| Anagennisi T.   |     | 3-0 | 0-0 | 2-2 | 0-2 | 2-0 | 2-2 | 4-4 | 2-1 | 0-1 | 1-2 | 3-1 | 1-3 | 1-0 |
| ASPIS           | 2-1 |     | 0-1 | 0-0 | 0-2 | 1-2 | 1-0 | 0-1 | 1-0 | 3-2 | 3-2 | 1-3 | 3-3 | 3-2 |
| Achyronas       | 2-0 | 1-0 |     | 2-1 | 3-1 | 2-0 | 1-2 | 2-2 | 0-0 | 1-0 | 2-1 | 1-1 | 4-1 | 0-0 |
| Dynamo          | 5-0 | 1-0 | 2-0 |     | 2-3 | 1-1 | 3-2 | 3-2 | 3-0 | 3-1 | 1-3 | 1-1 | 1-1 | 1-2 |
| THOI            | 3-0 | 2-0 | 3-1 | 2-2 |     | 1-0 | 3-1 | 1-2 | 2-2 | 1-4 | 1-0 | 0-2 | 3-1 | 1-1 |
| Ethnikos        | 3-0 | 0-1 | 0-3 | 2-1 | 1-0 |     | 3-2 | 0-2 | 0-1 | 2-1 | 2-2 | 1-2 | 1-1 | 1-0 |
| Enosis          | 0-1 | 0-0 | 0-3 | 1-3 | 1-2 | 0-1 |     | 2-1 | 2-4 | 1-1 | 1-2 | 0-2 | 0-2 | 0-2 |
| Karmiotissa     | 1-0 | 3-1 | 0-0 | 1-1 | 3-2 | 5-0 | 3-1 |     | 2-1 | 2-1 | 2-1 | 0-1 | 2-3 | 3-0 |
| Kissos          | 2-1 | 2-1 | 1-0 | 2-0 | 2-2 | 5-1 | 4-0 | 3-1 |     | 0-1 | 1-0 | 1-3 | 1-5 | 3-2 |
| K & E           | 0-0 | 0-0 | 1-3 | 2-1 | 2-1 | 0-0 | 3-1 | 1-3 | 4-1 |     | 4-2 | 0-1 | 2-3 | 1-2 |
| P.O. Xylotymvou | 2-2 | 4-1 | 1-1 | 2-1 | 0-1 | 1-1 | 2-1 | 3-1 | 2-0 | 1-0 |     | 1-1 | 0-0 | 4-1 |
| Ormideia FC     | 2-2 | 2-0 | 1-1 | 4-2 | 5-1 | 1-0 | 6-1 | 2-1 | 1-0 | 1-1 | 2-2 |     | 2-1 | 3-1 |
| POL/AEM         | 3-1 | 2-1 | 2-0 | 3-1 | 1-0 | 2-1 | 2-0 | 0-0 | 3-0 | 2-0 | 5-1 | 1-0 |     | 1-2 |
| Finikas         | 2-2 | 2-2 | 1-1 | 2-2 | 3-1 | 0-1 | 2-0 | 3-2 | 5-3 | 0-2 | 1-1 | 1-2 | 0-1 |     |

- Trận đấu giữa Ethnikos Latsion và Anagennisi Trachoniou bị gián đoạn khi tỉ số là 2-0; Phần thắng nghiêng về Ethnikos với tỉ số 3-0.[1][2]
- Trận đấu giữa Ethnikos Latsion và Achyronas Liopetriou bị gián đoạn khi tỉ số là 1-3; Phần thắng nghiêng về Achyronas với tỉ số 0-3.[3]

Nguồn: Results at CFA